# دوروثي آيزنر
دوروثي آيزنر (1906-1984)، فنانة أمريكية تطوَّر أسلوبها في الرسم على مدى سنوات عديدة من نسخة مبكرة تمامًا من الواقعية الاجتماعية في الثلاثينيات من القرن العشرين، خلال فترة من التعبيرية التجريدية، وبلغت ذروتها على مدار العشرين عامًا الماضية من حياتها في أسلوب رسومي لامع اعتبره النقاد مرنًا ومؤلفًا ببراعة وتعبيريًا. طوال مسيرتها المهنية الطويلة، حافظت آيزنر على الاتساق الذي لخصه صانع المعارض على أنه مشتق من الحداثة الأوروبية ولكنه أيضًا متأصل في الرسم الأمريكي لجيلها والجيل الذي سبقها. ولدت وترعرعت في مانهاتن، سافرت واشتهرت بالعمل المتأخر الذي قامت به أثناء إقامتها في منزل صيفي قبالة ساحل ولاية مين في جزيرة التوت البري الكبرى.

## حياتها المبكرة
ولدت آيزنر وتلقت تعليمها في مدينة نيويورك. عندما كانت طفلة، فازت في مسابقات الرسم المحلية للأطفال وفي سن المراهقة التحقت بمدرسة، مدرسة الثقافة الأخلاقية الثانوية المعروفة بتعليم الفنون. بين عامي 1924 و1929 درست في رابطة طلاب الفنون حيث عملت تحت إشراف كينيث هايز ميلر وبوردمان روبنسون وتوماس هارت بينتون. خلال أشهر الصيف سافرت إلى أوروبا ودرست خلال إحدى هذه الرحلات في باريس. حصلت على فترة تدريب إضافية في أواخر الأربعينيات عندما تعلمت تقنيات التجريد والتعبيرية من جاك تووركوف.

## مهنة الفن
عندما كانت لا تسافر، عاشت آيزنر في قرية غرينتش واستأجرت استوديو في شارع كورنيليا. في عام 1930 ساهمت في عرض جماعي في معرض الفرص الذي تضمن أيضًا أعمال إديث هاملين. أمريكا (1931، 1932، 1933)، وجمعية الفنانين المستقلين (1932، 1933، 1935، 1936، 1937)، وجمعية الكلية الفنية (المعارض المتنقلة في عامي 1932 و 1933)، والرابطة الوطنية للرسامات والنحاتين (سنويًا، 1933-1939)، وأكاديمية بنسلفانيا للفنون الجميلة (1934)، وجمعية نيويورك للفنانات (1935، 1936، 1938). في هذه العروض الكبيرة تم اختيار لوحات آيزنر بانتظام لإشادة النقاد في نيويورك. وهكذا، على سبيل المثال، في عام 1936 لاحظت ناقد نيويورك بوست لوحاتها القماشية الشاملة والقوية. في عام 1937، لفت إدوارد ألدن جيويل الانتباه إلى عملها الحر بالفرشاة. في عام 1938، وصف أحد ناقدي صحيفة بوست إحدى لوحاتها بأنها لوحة العرض الرائعة.
في عام 1932، أقام معرض مورتون معرضها الفردي الأول. في ذلك، عرضت لوحات تصور الحياة في جبال كارولينا. استجاب النقاد بشكل إيجابي للعرض. ذكرت مراجعة في صحيفة نيويورك بوست أن لديها قدرة فنية وأظهرت رعاياها بشكل جديد وعفوي. كتب أحد النقاد في صحيفة نيويورك صن أن اللوحات كانت وثائق اجتماعية تكشف عن الحياة في الجبال الجنوبية بطريقة مسلية للغاية. الأشخاص الذين قابلتهم أكثر من البيئة ذات المناظر الخلابة التي قضوا فيها حياتهم وخلصت إلى أنها التقطت شيئًا من التحمل المميز لمتسلق الجبال الجنوبي. في وقت متأخر من حياته، قال جوزيف المعاصر لأيزنر، عن أسلوب الواقعية الاجتماعية في ذلك الوقت: كنا جميعًا نبحث عن الشقة والمبالغ فيها والتعبيرية بطرقنا الرومانسية المختلفة.

## الحياة الشخصية والعائلة
ولدت آيزنر في نيويورك في 17 يناير 1906. كان والدها ويليام ج. آيزنر. ولد في سان أنطونيو بولاية تكساس عام 1880 وتوفي في نيويورك عام 1975. بعد أن أصبح يتيمًا بينما كان لا يزال صغيرًا، ترك المدرسة في سن الثالثة عشرة وأصبح لاحقًا أحد أوائل صانعي ورق الشمع في الولايات المتحدة. بعد انتقاله إلى نيويورك، كان لسنوات عديدة رئيسًا لشركة. والدتها فلورين آيزنر (1883-1974). كان اسم والد فلورين موريتز آيزنر. ولد في النمسا، ودرس كيميائيًا وبعد الهجرة إلى الولايات المتحدة أسس شركة تبيع مستخلص الشعير ومنتجات صحية أخرى.
كان لآيزنر أخت، هي آن آيزنر بوتنام (1911-1967)، التي اتبعت خطى أختها. درست في رابطة طلاب الفنون وعملت في مجلس إدارتها. عرضت بشكل احترافي خلال الأربعينيات من القرن الماضي مع الرابطة الوطنية للرسامات والنحاتين والرابطة الوطنية للفنانات. بعد زواجها من باتريك بوتنام، عاشت في غابة إيتوري داخل الكونغو البلجيكية في موقع تخييم مجاور لأقزام شعب مبوتي. باتريك بوتنام الذي كان يشغل منصب وكيل صحي غير مدفوع الأجر، كان يدير مستوصفًا غير رسمي ومختبرًا أنثروبولوجيًا. لمدة ثماني سنوات، أدارت آن آيزنر بوتنام مجموعة صغيرة من بيوت الضيافة التي كانت تؤجر منها غرفًا للزوار من أجل دعم عمل زوجها. بعد وفاة باتريك في عام 1953، عادت إلى نيويورك حيث نشرت كتابًا بعنوان (مادامي: ثماني سنوات من المغامرة مع أقزام الكونغو)، تصف تجربتها وتحتفل بثقافة مبوتي التي احترمتها بشدة.
في الثلاثينيات من القرن الماضي، اتبعت فلورين آيزنر (1883-1974) المثال الذي حددته الابنتان من خلال الدراسة في رابطة طلاب الفنون. باستخدام اسمها فلورين رينسي، انضمت إلى الرابطة الوطنية للرسامين والنحاتين وأصبحت فنانة محترفة. بعد تقاعده من العمل في أوائل الخمسينيات من القرن الماضي، انضم ويليام ج. آيزنر إلى بقية أفراد الأسرة في دراسة الفن وأصبح فنانًا محترفًا.
قام ويليام وفلورين بتربية عائلتهما في مانهاتن. خلال الأشهر الدافئة من العام، سافروا كثيرًا إلى موطنهم الريفي في وودستوك، نيويورك، وبعد أن كبر الأطفال اتبعوا النموذج الذي وضعوه وأصبح كلاهما فنانين جادين. عرض ويليام باسمه الخاص في صالات العرض في مدينة كينغستون القريبة، نيويورك، بينما اعتمدت فلورين رينسي اسمها المهني (فلورين رينسي) لتجنب الظهور بمظهر الاستفادة من النجاحات الفنية لبناتها.
في أوائل الثلاثينيات من القرن الماضي، عملت آيزنر في نيويورك لإدارة إعادة التوطين. في عام 1935 التقت بزوجها المستقبلي، جون دينيس ماكدونالد (1906-1998)، الذي كان يعمل آنذاك في مشروع الكتاب الفيدراليين وتزوجا في عام 1936. وُلِد ونشأ في ديترويت بولاية ميشيغان، وتخرج في جامعة ميتشيغان بدرجة الماجستير في الأدب، ثم انغمس في السياسة الاشتراكية في الثلاثينيات، ولا سيما اليسار المناهض للستالينية. في عام 1937 انضم إلى لجنة ديوي كمساعد تقني. سافر هو وآيزنر إلى المكسيك مع طاقم المفوضية. برئاسة الفيلسوف جون ديوي، هدفت اللجنة إلى تزويد ليون تروتسكي بجلسة استماع عادلة للتهم الموجهة إليه في المحاكمات الصورية السوفيتية لعام 1936.
كان لماكدونالد ابنة، جوان (مواليد 1929)، من خلال زواج سابق قصير نسبيًا من لورين أوفن. كان لدى آيزنر وماكدونالد طفلة واحدة، وهي كريستي آن (مواليد 1942)، وهي أستاذة سميث للغة الفرنسية وآدابها ورئيسة قسم اللغات والآداب الرومانسية بجامعة هارفارد.
توفيت أيزنر في نيويورك في 28 أبريل 1984.